# Canton d'Outreau
Le canton d'Outreau est une circonscription électorale française située dans le département du Pas-de-Calais et la région Hauts-de-France.

## Géographie
Ce canton est organisé autour d'Outreau dans l'arrondissement de Boulogne-sur-Mer. Son altitude varie de 0 m (Équihen-Plage) à 96 m (Équihen-Plage) pour une altitude moyenne de 55 m.

## Histoire

L'ancien canton d'Outreau d'avant 2015, dans l'arrondissement de Boulogne-sur-Mer

Afin de tenir compte de l'évolution démographique, en 1982, le canton de Samer est divisé en deux : le canton de Samer et le nouveau d'Outreau. Ce dernier est alors constitué des communes d'Outreau, de Le Portel et d'Equihen.
À la suite du redécoupage cantonal de 2014, les limites territoriales du canton sont remaniées. Le nombre de communes du canton passe de 2 à 11.

## Représentation

### Représentation avant 2015
| Période | Période          | Identité          | Étiquette | Qualité |
| ------- | ---------------- | ----------------- | --------- | --- |
| 1982    | 2001             | Roger Dernoncourt | PS        | Directeur d'école Adjoint au maire d'Outreau                                                                                                 |
| 2001    | 2012 (démission) | Thérèse Guilbert  | PS        | Enseignante Maire d'Outreau Vice-Présidente du Conseil Général (2005-2012) Suppléante du député Guy Lengagne (2002-2007) Députée (2012-2014) |
| 2012    | 2015             | Julien Ledoux     | PS        | Retraité à Equihen-Plage |

### Représentation à partir de 2015
| Période élective | Période élective | Mandat | Mandat   | Identité           | Nuance | Nuance | Qualité                                                                 |
| ---------------- | ---------------- | ------ | -------- | ------------------ | ------ | ------ | ----------------------------------------------------------------------- |
| 2015             | 2021             | 2015   | 2021     | Annie Brunet       |        | PS     | Employée Maire-adjointe de Saint-Léonard                                |
| 2015             | 2021             | 2015   | 2021     | Sébastien Chochois |        | PS     | Directeur des ventes Maire-adjoint puis maire (décembre 2018) d'Outreau |
| 2021             | 2028             | 2021   | en cours | Brigitte Passebosc |        | PCF    | Maire de Saint-Étienne-au-Mont (depuis 2012)                            |
| 2021             | 2028             | 2021   | en cours | Sébastien Chochois |        | PS     | Maire d'Outreau (depuis 2018)                                           |

### Résultats détaillés

#### Élections de mars 2015
À l'issue du 1er tour des élections départementales de 2015, deux binômes sont en ballottage : Daniel Gest et Christine Matringhem (FN, 31,9 %) et Annie Brunet et Sébastien Chochois (PS, 28,32 %). Le taux de participation est de 50,53 % (15 192 votants sur 30 064 inscrits) contre 51,81 % au niveau départemental et 50,17 % au niveau national.
Au second tour, Annie Brunet et Sébastien Chochois (PS) sont élus avec 55,26 % des suffrages exprimés et un taux de participation de 48,58 % (7 105 voix pour 14 616 votants et 30 086 inscrits).

#### Élections de juin 2021
Le premier tour des élections départementales de 2021 est marqué par un très faible taux de participation (33,26 % au niveau national). Dans le canton d'Outreau, ce taux de participation est de 33,08 % (9 952 votants sur 30 086 inscrits) contre 35,19 % au niveau départemental. À l'issue de ce premier tour, deux binômes sont en ballottage : Sébastien Chochois et Brigitte Passebosc (Union à gauche, 66,59 %) et Fabienne Guérin et Thomas Pamart (RN, 27,01 %).
Le second tour des élections est marqué une nouvelle fois par une abstention massive équivalente au premier tour. Les taux de participation sont de 34,36 % au niveau national, 34,96 % dans le département et 32,38 % dans le canton d'Outreau. Sébastien Chochois et Brigitte Passebosc (Union à gauche) sont élus avec 73,05 % des suffrages exprimés (6 488 voix pour 9 742 votants et 30 091 inscrits),,. 

## Composition

### Composition de 1982 à 2015
Le canton d'Outreau regroupait deux communes.
| Nom                 | Code Insee | Codepostal | Superficie (km2) | Population (dernière pop. légale) | Densité (hab./km2) |
| ------------------- | ---------- | ---------- | ---------------- | --------------------------------- | ------------------ |
| Outreau (chef-lieu) | 62643      | 62230      | 7,09             | 14 519 (2012)                     | 2 048              |
| Équihen-Plage       | 62300      | 62224      | 3,81             | 2 919 (2012)                      | 766                |

### Composition depuis 2015
Le nouveau canton d'Outreau comprend 11 communes entières.
| Nom                             | Code Insee | Intercommunalité | Superficie (km2) | Population (dernière pop. légale) | Densité (hab./km2) | Modifier                                    |
| ------------------------------- | ---------- | ---------------- | ---------------- | --------------------------------- | ------------------ | ------------------------------------------- |
| Outreau (bureau centralisateur) | 62643      | CA du Boulonnais | 7,09             | 13 398 (2022)                     | 1 890              | modifier les données · modifier les données |
| Condette                        | 62235      | CA du Boulonnais | 16,26            | 2 456 (2022)                      | 151                | modifier les données · modifier les données |
| Dannes                          | 62264      | CA du Boulonnais | 10,23            | 1 317 (2022)                      | 129                | modifier les données · modifier les données |
| Équihen-Plage                   | 62300      | CA du Boulonnais | 3,81             | 2 596 (2022)                      | 681                | modifier les données · modifier les données |
| Hesdigneul-lès-Boulogne         | 62446      | CA du Boulonnais | 3,32             | 835 (2022)                        | 252                | modifier les données · modifier les données |
| Hesdin-l'Abbé                   | 62448      | CA du Boulonnais | 7,39             | 1 870 (2022)                      | 253                | modifier les données · modifier les données |
| Isques                          | 62474      | CA du Boulonnais | 6,98             | 1 141 (2022)                      | 163                | modifier les données · modifier les données |
| Nesles                          | 62603      | CA du Boulonnais | 5,04             | 1 081 (2022)                      | 214                | modifier les données · modifier les données |
| Neufchâtel-Hardelot             | 62604      | CA du Boulonnais | 20,85            | 3 993 (2022)                      | 192                | modifier les données · modifier les données |
| Saint-Étienne-au-Mont           | 62746      | CA du Boulonnais | 14,05            | 5 051 (2022)                      | 360                | modifier les données · modifier les données |
| Saint-Léonard                   | 62755      | CA du Boulonnais | 3,40             | 3 346 (2022)                      | 984                | modifier les données · modifier les données |
| Canton d'Outreau                | 6236       |                  | 98,42            | 37 084 (2022)                     | 377                | modifier les données                        |

## Démographie

### Démographie avant 2015
| 1982   | 1990   | 1999   | 2006   | 2011   | 2012   |
| ------ | ------ | ------ | ------ | ------ | ------ |
| 17 754 | 18 346 | 18 156 | 17 356 | 17 385 | 17 438 |

### Démographie depuis 2015
En 2022, le canton comptait 37 084 habitants, en évolution de −0,62 % par rapport à 2016 (Pas-de-Calais : −0,72 %, France hors Mayotte : +2,11 %).
| 2013   | 2018   | 2022   |
| ------ | ------ | ------ |
| 38 207 | 37 066 | 37 084 |